# جلوكيورونوكسيلان
جلوكيورونوكسيلان هي المكونات الأساسية للهيميسليلوز، توجد في أشجار الأخشاب الصلبة على سبيل المثال شجر القضبان.